# Karl Friedrich Klaiber

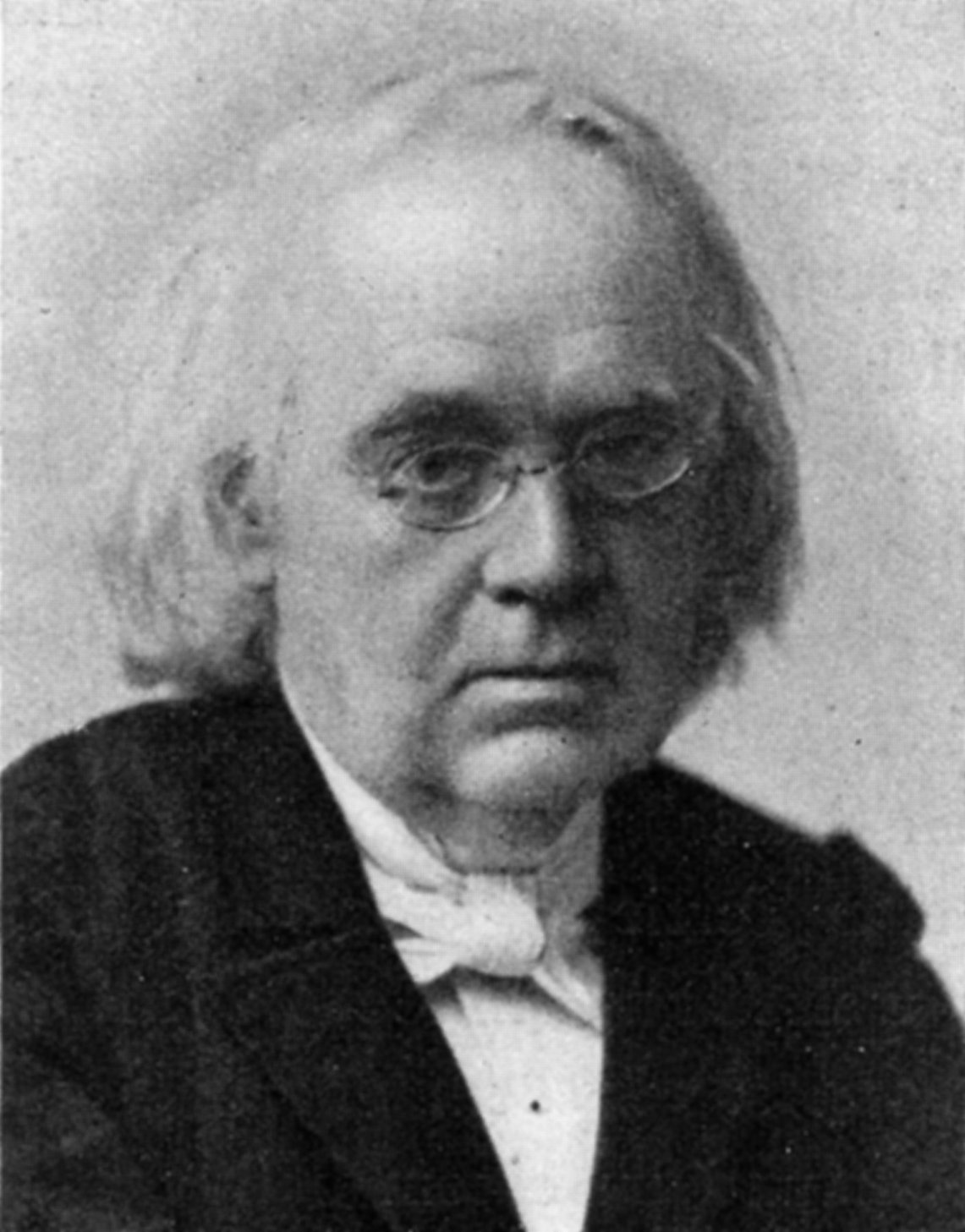
Karl Friedrich Klaiber

Karl (auch: Carl) Friedrich Klaiber (* 30. August 1817 in Walxheim; † 26. Dezember 1893 in Stuttgart) war ein deutscher Pastor. 

## Leben
Klaiber war Sohn eines Pastors. Er besuchte ab 1831 das Seminar in Maulbronn und ab 1835 das theologische Stift in Tübingen. Anschließend unternahm er eine wissenschaftliche Reise unter anderem nach Wien und Berlin. Anschließend war er Vikar in Derendingen und Diakonatsverweser in Aalen, bevor er an das Repetendenkollegium nach Tübingen wechselte. 1846 ging er dann in den Kirchendienst und wurde Diakon in Nagold und 1851 Pfarrer in Frauenzimmern. Im gleichen Jahr heiratete er Pauline, geb. Arnold. 1861 wechselte er nach Ludwigsburg, wo er Garnisonsprediger wurde. Von 1870 bis 1886 war er Dekan in Göppingen. Hier gründete er eine Diakonissenstation mit. Aufgrund eines Gehörleidens trat er 1886 in den Ruhestand und zog nach Stuttgart.
Klaiber gab die „Evangelische Volksbibliothek“ und eine Auswahl von Kasualtexten heraus. Daneben arbeitete er am Biblischen Wörterbuch von Hermann Zeller mit.
Eine seiner Töchter war die Übersetzerin Pauline Klaiber-Gottschau.

## Veröffentlichungen
- Worte am Grabe der Frau Christ. Charlotte Adelheid Höring, geb. Speidel, Gattin des Herrn Regimentsarztes Dr. Höring. Riehm, Ludwigsburg 1861 (Digitalisat).
- Hrsg.: Evangelische Volksbibliothek. Becher Stuttgart.
  - Bd. 1: Die vier Reformatoren Luther, Zwingli, Melanchthon, Calvin, 1862.
  - Bd. 2: Brenz, Mathesius, Arnd, Herberger, Andreä, 1863.
  - Bd. 3: Chr. Scriver, H. Müller, Ph. J. Spener, A. H. Francke, 1864.
  - Bd. 4: Tersteegen, N.L. Graf von Zinzendorf, J. A. Bengel, G. K. Rieger, 1864.
- Worte am Grabe der Frau Hauptmann Sophie Caroline Ernestine von Grävenitz, geb. Höring. Riehm, Ludwigsburg 1864 (Digitalisat).
- Hrsg. mit Friedrich Bertsch: Sammlung biblischer Casualtexte. Belser, Stuttgart 1868.
- Worte am Grabe der Frau Friederike Doroth. Widmann, geborene Strähle. Buck, Göppingen 1870 (Digitalisat).
- Worte am Grabe der Frau Euphrosyne Christine Stochdorph, geb. Hörner, Wittwe des Pfarrers M. Stochdorph. Buck, Göppingen 1880 (Digitalisat).
- Worte am Grabe des Herrn Stadtschultheiß Seefrid. Buck, Göppingen 1881 (Digitalisat).
- Rede am Grabe der Julie Härlin, geb. Scholl. Buck, Göppingen 1883 (Digitalisat).
- Worte am Grabe von Anna Louise Dieterle, geborene Rau. Buck, Göppingen 1884 (Digitalisat).
- Drei Predigten gehalten in der Stadtkirche zu Göppingen und bein seinem Austritt aus dem Amte. Göppingen 1886.